# 郭槐
郭 槐（かく かい、237年 - 296年）は、中国三国時代の魏から西晋の女性。賈充の継室。字は媛韶。別名は玉璜。并州太原郡陽曲県の人。父は郭配。伯父は郭淮・叔父は郭彰。子は賈黎民・男子・賈南風（恵帝の皇后）・賈午。宜城君。

## 生涯
城陽太守の郭配の娘として生まれた。甘露2年（257年）、21歳のときに20歳年上の賈充に後妻として嫁いだ。
嫉妬深い性格で、夫との間に二男二女をもうけるが、長男の賈黎民が乳母に抱かれ賈充にあやされたのを見て、乳母が夫と私通していると疑い、鞭打って殺した。3歳の賈黎民は乳母に懐いていたので、乳母を思うあまり泣き続け発病して死んでしまった。さらに次男を産んだが、これも乳母を嫉妬した挙げ句に殺したため、次男は乳母を思うあまり発病して死んでしまった。この後、賈充と郭槐の間に男児は生まれず、2人の娘（賈南風と賈午）だけが順調に成長した。
李豊の娘の李婉は賈充の先妻である。李豊が謀反の罪で司馬師に殺害されると、李婉も連座して流罪となった。西晋が成立すると、大赦が行われ、魏で司馬氏に粛清された一族にも復権が認められた。武帝は賈充の功績に配慮して李氏を呼び戻し、2人の正室を置くよう詔を下した。しかし、郭槐が賈充の胸ぐらを掴んで反対したため、恐妻家の賈充はそれを固辞した。賈充が外出する際は召使いに彼を探させ、常に賈充が李婉と会うのを恐れた。
皇后楊艶の侍従に賄賂を贈り、自らの娘を太子妃にするよう工作した。
郭槐はたびたび先妻李婉のもとを訪ねようとするが、賈充が彼女の才能は李婉に及ばないと思うからと理由をつけて断っていた。泰始8年（272年）、長女の南風が太子妃に立てられた時、郭槐は居丈高に着飾って李婉の屋敷に出向いた。しかし、李婉が迎えに出た際、郭槐は李婉の気品に圧倒され、思わず膝をついて拝礼を行ってしまったという。(「郭槐自屈」世説新語賢媛篇）
太康3年（282年）、賈充が死去した。跡継ぎがないため、郭槐は強引に外孫の韓謐を死児賈黎民の養子とした。礼制では異姓の養子がタブーとされていたので周囲が反対したが、郭槐は夫の遺志であると武帝に上奏した。武帝は賈充の功績に免じて特例で後継者として認めた。
恵帝が即位すると、皇后賈南風の母として広城君に封じられる（のち宜城君に改封される）。賈氏一門は一時権勢を誇ったが、郭槐は娘に皇子が生まれなかったことを心配し、皇太子である司馬遹を尊重した。また賈南風へ司馬遹を実子のように育てるように勧めたが、皇后はそれを聴かなかった。その後、孫娘（賈午の娘）を司馬遹の妃に立てることを望んだ。しかし、賈皇后と賈午は許可しなかった。
元康6年（296年）に死去。臨終の際、賈皇后の手を握って涙を流し「皇太子司馬遹を大事にするように、趙粲と賈午は必ず遠ざけるように」と遺言を残す。悪妻として知られたが、朝廷から宣という良い諡号を与えられたため、当時の人々は陰で嗤った。